# Jacquemontia heterotricha
Jacquemontia heterotricha är en vindeväxtart som beskrevs av O'donell. Jacquemontia heterotricha ingår i släktet Jacquemontia och familjen vindeväxter. Inga underarter finns listade i Catalogue of Life.